# Exaulistis trichogramma
Exaulistis trichogramma is een vlinder uit de familie van de stippelmotten (Yponomeutidae). De wetenschappelijke naam van de soort werd in 1911 gepubliceerd door Edward Meyrick.